# Sergei Eduardowitsch Gordejew

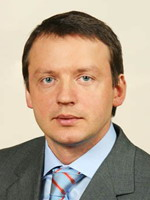
Sergei Eduardowitsch Gordejew, 2008

Sergei Eduardowitsch Gordejew (russisch Сергей Эдуардович Гордеев; * 22. November 1972 in Moskau) ist ein russischer Immobilienunternehmer und Abgeordneter der Region Perm im russischen Föderationsrat.

## Biographie
Gordejew gründete 1995 die Firma „Rosbuilding“, die sich auf die Umstrukturierung von Industrieanlagen, Einzelhandelsgebäuden und Kaufhäusern spezialisierte.
Gordejew ist Mitglied der Partei Einiges Russland. Er wurde im Jahr 2007 als Vertreter der Region Perm in den Föderationsrat gewählt und trat darum als Abgeordneter des Autonomen Kreises der Ust-Ordynsker Burjaten, dessen Auflösung bereits beschlossen worden war, zurück.
Gordejew ist außerdem als Eigentümer des Immobilienentwicklers Horus Capital und als Kunstförderer bekannt.
Seit 2014 ist Gordejew Vorstandsvorsitzender der PIK Group, eines der größten Bauunternehmens Russlands. Er ist Hauptaktionär und besitzt 59 Prozent der Firmenanteile (Stand 2019).